# 龍虎鳳
龍虎鳳者，是中國粤菜的食宴，流行于两广。這種食宴主要是吃蛇、貓（或以果子狸代替）和烏雞。因為古時的廣東人相信蛇肉、貓肉、烏雞、狗肉都是對身體有益的食物（廣東人稱之為「補身」）。於是通常在家中蓄養貓、狗，另外有些農家也會養雞。到秋天、冬天的時候，就會宰殺這些貓、狗，還捉蛇劏蛇。
两广人將蛇雅化稱作龍（因為蛇和龍的型態相同），將貓雅化稱作虎（因為貓和虎同屬貓科動物），將雞類雅化稱作鳳。吃龍虎鳳就是吃蛇羹、吃炆貓肉和燉烏雞湯，又或是將蛇肉、貓肉和雞肉一併炒吃。還有一種叫做龍虎鬥的「菜餚」，就是指蛇肉炒貓肉。以前的廣東人喜愛相聚一起，團著火爐吃龍虎鳳。現時由於卫生防疫的需要，中國政府禁止出售果子狸等动物；而吃蛇也得在合法的劏蛇販才有售，且多为人工饲养。